# Bahnstrecke Varde–Nørre Nebel–Tarm
| MB 53 und MB 52 |                      |                                           |                                           |
| Streckenkarte der VNJ |                      |                                           |                                           |
| Streckenlänge: | 38 km                |                                           |                                           |
| Spurweite: | 1435 mm (Normalspur) |                                           |                                           |
| |                      |                                           |                                           |
| \| \| \| Bahnstrecke Esbjerg–Struer von Esbjerg \| \| \| \| 30,0 \| Tarm (früher Bhf.) \| Tarm (früher Bhf.) \| \| \| \| Bahnstrecke Esbjerg–Struer nach Struer \| \| \| \| 27 \| Kyvling \| Kyvling \| \| \| 25 \| Lønborg \| Lønborg \| \| \| 22 \| Vostrup \| Vostrup \| \| \| 13 \| Sønder Vium \| Sønder Vium \| \| \| 17 \| Hemmet \| Hemmet \| \| \| 7 \| Nørre Bork \| Nørre Bork \| \| \| 5 \| Obling \| Obling \| \| \| 4 \| Sønder Bork \| Sønder Bork \| \| \| \| Nymindegab \| \| \| \| \| \| \| \| \| 0,037,6 \| Nørre Nebel \| Nørre Nebel \| \| \| 32,2 \| Lunde \| Lunde \| \| \| \| Bahnstrecke Sdr. Omme–Ølgod–Lunde \| (geplant)[1] \| \| \| 29,1 \| Løftgård \| Løftgård \| \| \| 27,7 \| Outrup \| Outrup \| \| \| 25,0 \| Henne \| Henne \| \| \| 23,7 \| Dyreby \| Dyreby \| \| \| 21,8 \| Søvig Sund \| Søvig Sund \| \| \| 19,6 \| Jegum \| Jegum \| \| \| 18,2 \| Vrøgum \| Vrøgum \| \| \| 16,0 \| Baunhøj \| Baunhøj \| \| \| 15,2 \| Oksbøl \| Oksbøl \| \| \| \| Militäranschluss Oksbøl Sydlejr \| \| \| \| \| \| \| \| \| \| \| \| \| \| \| Nørre Oksby (Tirpitz-Stellung) \| \| \| \| 14,2 \| Hesselmed \| Hesselmed \| \| \| 11,7 \| Billum \| Billum \| \| \| 8,9 \| Janderup \| Janderup \| \| \| 7,3 \| Hyllerslev \| Hyllerslev \| \| \| 5,6 \| Elkærdam \| Elkærdam \| \| \| \| Boulevarden \| \| \| \| 2,4 \| Varde Vest \| Varde Vest \| \| \| \| Frisvadvej \| \| \| \| \| Bahnstrecke Esbjerg–Struer von Struer \| \| \| \| 73,7 \| Arnbjerg \| Arnbjerg \| \| \| \| Varde Å \| \| \| \| \| Bahnstrecke Varde–Grindsted von Grindsted \| \| \| \| 0,0 \| Varde \| Varde \| \| \| \| Bahnstrecke Esbjerg–Struer nach Esbjerg \| \| |                      |                                           |                                           |
| Strecke |                      | Bahnstrecke Esbjerg–Struer von Esbjerg    | Bahnstrecke Esbjerg–Struer von Esbjerg    |
| Haltepunkt / Haltestelle | 30,0                 | Tarm (früher Bhf.)                        | Tarm (früher Bhf.)                        |
| Abzweig ehemals geradeaus und nach rechts |                      | Bahnstrecke Esbjerg–Struer nach Struer    | Bahnstrecke Esbjerg–Struer nach Struer    |
| Haltepunkt / Haltestelle (Strecke außer Betrieb) | 27                   | Kyvling                                   | Kyvling                                   |
| Haltepunkt / Haltestelle (Strecke außer Betrieb) | 25                   | Lønborg                                   | Lønborg                                   |
| Haltepunkt / Haltestelle (Strecke außer Betrieb) | 22                   | Vostrup                                   | Vostrup                                   |
| Haltepunkt / Haltestelle (Strecke außer Betrieb) | 13                   | Sønder Vium                               | Sønder Vium                               |
| Bahnhof (Strecke außer Betrieb) | 17                   | Hemmet                                    | Hemmet                                    |
| Haltepunkt / Haltestelle (Strecke außer Betrieb) | 7                    | Nørre Bork                                | Nørre Bork                                |
| Haltepunkt / Haltestelle (Strecke außer Betrieb) | 5                    | Obling                                    | Obling                                    |
| Haltepunkt / Haltestelle (Strecke außer Betrieb) | 4                    | Sønder Bork                               | Sønder Bork                               |
| Betriebs-/Güterbahnhof Streckenanfang (Strecke außer Betrieb) · Strecke (außer Betrieb) |                      | Nymindegab                                | Nymindegab                                |
| Strecke nach links (außer Betrieb) · Abzweig geradeaus und von rechts (Strecke außer Betrieb) |                      |                                           |                                           |
| Kopfbahnhof Strecke bis hier außer Betrieb | 0,037,6              | Nørre Nebel                               | Nørre Nebel                               |
| Haltepunkt / Haltestelle | 32,2                 | Lunde                                     | Lunde                                     |
| Abzweig geradeaus und ehemals nach links |                      | Bahnstrecke Sdr. Omme–Ølgod–Lunde         | (geplant)                                 |
| Haltepunkt / Haltestelle | 29,1                 | Løftgård                                  | Løftgård                                  |
| Bahnhof | 27,7                 | Outrup                                    | Outrup                                    |
| Bahnhof | 25,0                 | Henne                                     | Henne                                     |
| Haltepunkt / Haltestelle | 23,7                 | Dyreby                                    | Dyreby                                    |
| ehemaliger Haltepunkt / Haltestelle | 21,8                 | Søvig Sund                                | Søvig Sund                                |
| Haltepunkt / Haltestelle | 19,6                 | Jegum                                     | Jegum                                     |
| Bahnhof | 18,2                 | Vrøgum                                    | Vrøgum                                    |
| Haltepunkt / Haltestelle | 16,0                 | Baunhøj                                   | Baunhøj                                   |
| Bahnhof | 15,2                 | Oksbøl                                    | Oksbøl                                    |
| Betriebs-/Güterbahnhof Streckenanfang · Strecke |                      | Militäranschluss Oksbøl Sydlejr           | Militäranschluss Oksbøl Sydlejr           |
| Strecke nach links · Abzweig geradeaus und von rechts |                      |                                           |                                           |
| Strecke von links (außer Betrieb) · Abzweig geradeaus und ehemals von rechts |                      |                                           |                                           |
| Betriebs-/Güterbahnhof Streckenende (Strecke außer Betrieb) · Strecke |                      | Nørre Oksby (Tirpitz-Stellung)            | Nørre Oksby (Tirpitz-Stellung)            |
| ehemaliger Haltepunkt / Haltestelle | 14,2                 | Hesselmed                                 | Hesselmed                                 |
| Bahnhof | 11,7                 | Billum                                    | Billum                                    |
| Bahnhof | 8,9                  | Janderup                                  | Janderup                                  |
| Haltepunkt / Haltestelle | 7,3                  | Hyllerslev                                | Hyllerslev                                |
| ehemaliger Haltepunkt / Haltestelle | 5,6                  | Elkærdam                                  | Elkærdam                                  |
| Haltepunkt / Haltestelle |                      | Boulevarden                               | Boulevarden                               |
| Bahnhof | 2,4                  | Varde Vest                                | Varde Vest                                |
| Haltepunkt / Haltestelle |                      | Frisvadvej                                | Frisvadvej                                |
| Abzweig geradeaus und von links |                      | Bahnstrecke Esbjerg–Struer von Struer     | Bahnstrecke Esbjerg–Struer von Struer     |
| ehemaliger Haltepunkt / Haltestelle | 73,7                 | Arnbjerg                                  | Arnbjerg                                  |
| Brücke über Wasserlauf |                      | Varde Å                                   | Varde Å                                   |
| Abzweig geradeaus und ehemals von links |                      | Bahnstrecke Varde–Grindsted von Grindsted | Bahnstrecke Varde–Grindsted von Grindsted |
| Bahnhof | 0,0                  | Varde                                     | Varde                                     |
| Strecke |                      | Bahnstrecke Esbjerg–Struer nach Esbjerg   | Bahnstrecke Esbjerg–Struer nach Esbjerg   |

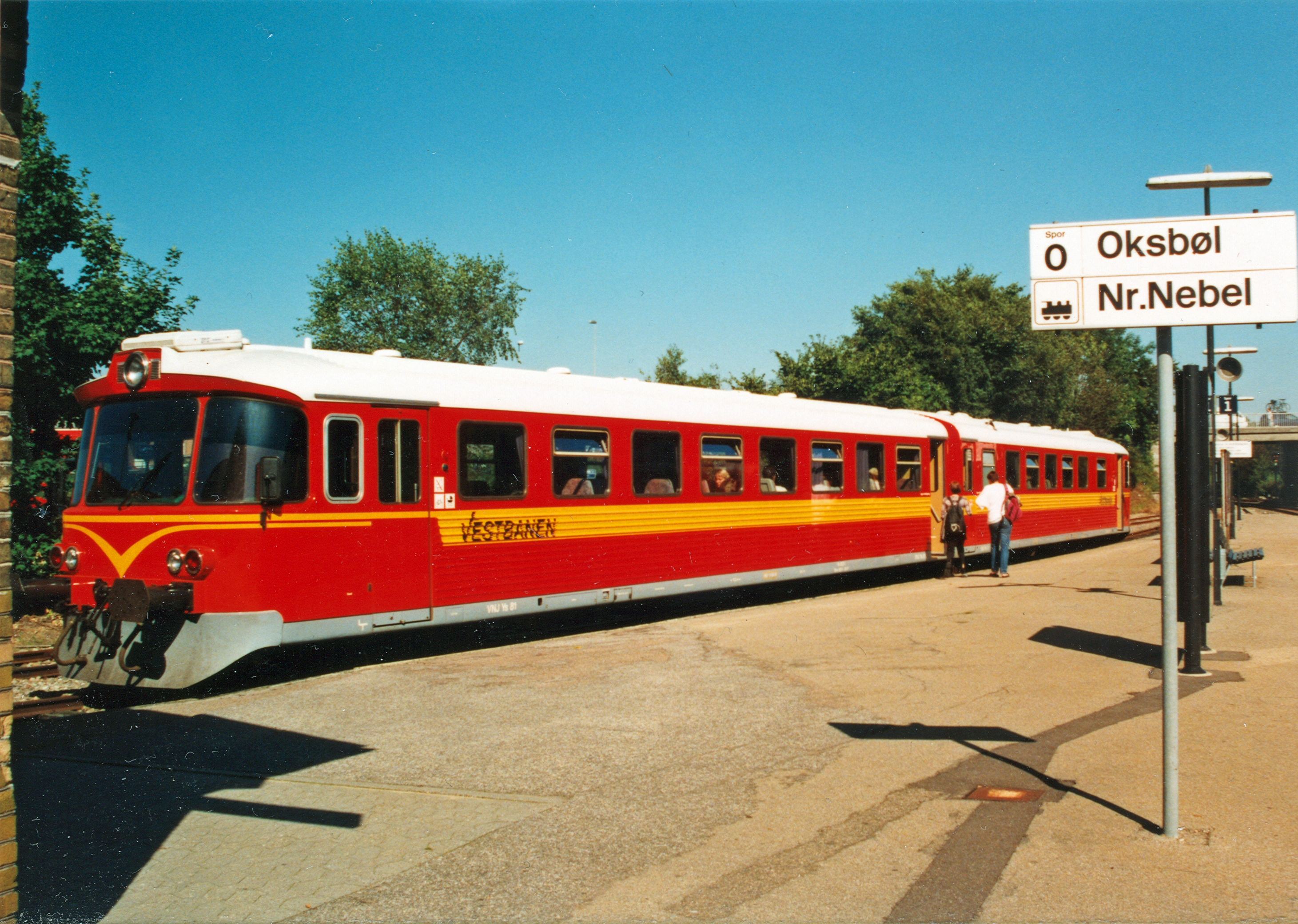
Ys 81 und Ym 71

Die Bahnstrecke Varde–Nørre Nebel–Tarm ist eine normalspurige Eisenbahnstrecke im Westen der Kimbrischen Halbinsel in Dänemark. Sie wird heute vom privaten Verkehrsunternehmen Vestbanen A/S betrieben. Aufgrund der etappenweisen Errichtung änderte sich im Zeitablauf mehrfach die Streckenbezeichnungen.
Der betriebene Streckenteil führt von Varde über Varde Vest und Oksbøl nach Nørre Nebel und wird, wie das betreibende Unternehmen, als Vestbanen bezeichnet.

## Geschichte
Am 3. Oktober 1874 wurde der erste Teil von Den vestjyske længdebane, der Staatsbahn von Esbjerg nach Varde, und am 8. August 1875 die Verlängerung von Varde nach Ringkøbing, eröffnet. Dies brachte dem dünn besiedelten Westjütland eine Verbindung mit dem Rest des Landes. Auf die bisherige Reisemöglichkeit mit dem Segelboot um Skagen konnte nun verzichtet werden.
Einige Jahre nach der Eröffnung entstanden die ersten Pläne für eine Strecke von Nymindegab nach Varde. In den folgenden Jahren wurden mehrfach Streckenvarianten diskutiert. Das Eisenbahngesetz vom 8. Mai 1894 enthielt eine Bahnstrecke von Nymindegab über Billum nach Varde mit einer Nebenbahn von Billum nach Esbjerg. Nymindegab war in den 1870er Jahren einer der wichtigsten Fischereihäfen an der Westküste südlich des Limfjords. Ab hier sollten Fische abtransportiert werden. Da es zu dieser Zeit wegen zunehmender Versandung immer schwieriger wurde, das Ende des Ringkøbing Fjords in Nymindegab freizuhalten, verlor die Stadt an Bedeutung. Der Reichstag beschloss 1900, den Abschnitt zwischen Nørre Nebel und Nymindegab nicht zu errichten. Der Fischtransport war nie besonders groß und entfiel nach dem Ersten Weltkrieg vollständig. Transportiert wurden Mauerziegel, Futtermittel, Kraftstoffe und nicht zuletzt Mergel aus Ringkøbing.

## Varde-Nørre Nebel Jernbane (VNJ)
Die Varde-Nørre Nebel Jernbane (VNJ) – auch Nebelbanen genannt – eröffnete 1903 die Strecke zwischen Varde und Nørre Nebel. Durch die 1913 erfolgte Verlängerung von Nørre Nebel nach Tarm erhielt die Gesellschaft den Namen Varde-Nørre Nebel-Tarm Jernbane (VNTJ). Nach der Stilllegung dieses Abschnittes 1940 erfolgte eine Rückumbenennung zum ursprünglichen Namen.
Die Bausumme belief sich auf 1½ Mio. Kronen, wovon der Staat die Hälfte und das Amt und die Kommunen die andere Hälfte zahlten. Die Arbeiten an der Strecke begannen im Sommer 1901 und konnten im März 1903 ohne Probleme abgeschlossen werden.
Die Eröffnung der Strecke Varde–Nørre-Nebel fand am 14. März 1903 statt, einen Tag später begann der öffentliche Betrieb. Die Strecke beginnt am Staatsbahnhof in Varde, wo auf der Westseite ein Bahnsteig mit zwei Gleisen errichtet wurde, die bis 1961 auf einer Drehscheibe endeten. Die Strecke führte nach Norden über den Varde Å und dann nach Westen zum Vestbanegård (Westbahnhof), der wie die anderen Bahnhöfe der Strecke von dem Architekten der Danske Statsbaner (DSB), Heinrich Wenck, entworfen wurde. Das Gebäude enthält die Verwaltung der Gesellschaft, im Westen des Bahnhofs befinden sich ein Lokschuppen, eine Werkstatt und eine Drehscheibe. Zum damaligen Zeitpunkt führte die Strecke von Varde Vest in westlicher Richtung zum Haltepunkt Elkærdam, dann folgen die Bahnhöfe Hyllerslev, Janderup, Billum, der Haltepunkt Hesselmed und der Bahnhof Oksbøl. Von Oksbøl führt der Weg nach Norden in Richtung Baunhøj über Vrøgum, Søvigbæk, Dyreby, Henne, Outrup, Løftgårde, Lunde zur Endstation in Nørre Nebel.
Auf der Strecke verkehrten drei Züge in jede Richtung. Der gesamte Verkehr konnte mit einer Zuggarnitur abgedeckt werden. 1908, im Jahr des königlichen Besuches, wurde der Betrieb um ein weiteres Zugpaar erweitert.

## Nørre Nebel-Tarm Jernbane (NTJ)
Der Transport von Mergel war ein wichtiges Argument für die Verlängerung der Strecke von Nørre Nebel nach Tarm. Dieser Abschnitt wurde in das Eisenbahngesetz vom 27. Mai 1908 aufgenommen. Das Gesetz sah vor, dass die Nørre Nebel-Tarm Jernbane (NTJ) zusammen mit der VNJ betrieben werden sollte. Fahrzeuge, Betriebsleiter, Bahnmeister und Zugpersonal waren übergreifend tätig, das Bahnhofspersonal wurden von den jeweiligen Gesellschaften gestellt. Die Stationen der Tarmbane wurden alle von weiblichen Expediteuren bedient, den Ehefrauen der Eisenbahner.

## Varde-Nørre Nebel-Tarm Jernbane (VNTJ)
1913 wurde die Strecke von Nørre Nebel nach Tarm eröffnet. Beide Gesellschaften vereinbarten einen gemeinsamen Betrieb, der durch einen gemeinsamen Betriebsleiter geführt wurde. Fahrzeuge und Personal wurden ebenfalls gemeinsam eingesetzt. 1924 erwarb die Gesellschaft den ersten Triebwagen von Triangel, 1926 und 1927 folgten zwei weitere Wagen. Dadurch konnte der Dampfbetrieb eingeschränkt werden. Als 1932 eine dieselelektrische Lokomotive von Frichs gekauft wurde, wurden Dampflokomotiven nur noch für schwere Güterzüge eingesetzt.
Die neue Strecke brachte keinen nennenswerten Mehrverkehr auf die Strecke, so dass ein Defizit die Folge war. Die Verkehrskommission, die 1939 Untersuchungen vornahm, stellte weitere staatliche Beihilfen ein. Als die Strecke von Nørre Nebel nach Tarm 1940 stillgelegt wurde, übernahm VNJ einen Teil der Fahrzeuge und einige Mitarbeiter.

## Varde-Nørre Nebel Jernbane
Nach der Stilllegung des Teilabschnittes Nørre Nebel–Tarm erfolgte 1940 eine Namensänderung zurück in Varde-Nørre Nebel Jernbane.

## Vestbanen
Die bislang letzte Namensänderung erfolgte am 10. Mai 1977, als die Varde-Nørre Nebel Jernbane in Vestbanen A/S umbenannt wurde.

## Bahnstrecke Oksbøl–Oksby

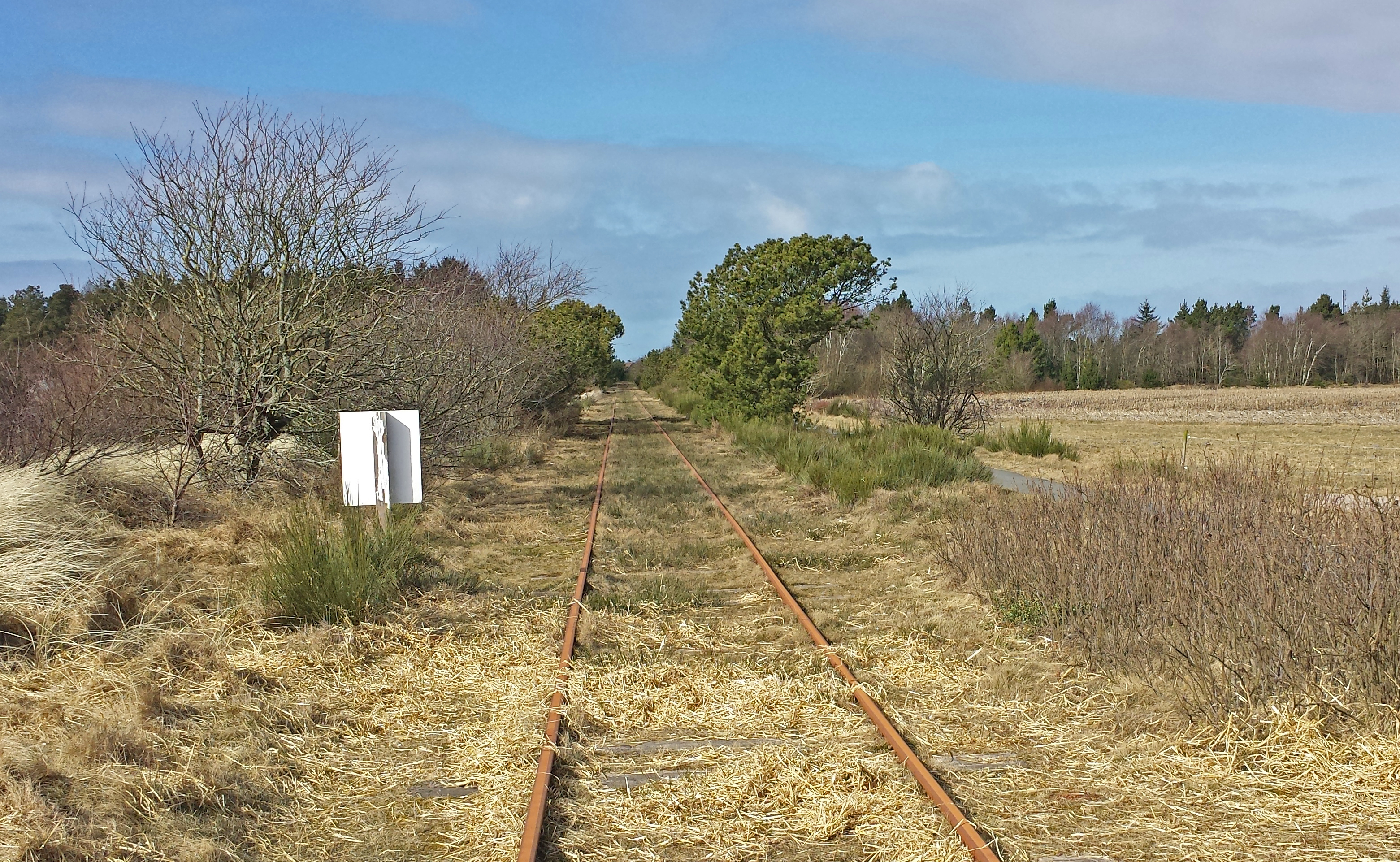
Streckengleis zwischen Nørre Nebel und Nymindegab, 2018

Während des Zweiten Weltkriegs wurde während der deutschen Besatzung von Oksbøl eine 14 Kilometer lange Strecke nach Oksby gebaut, um Baumaterial für die Tirpitz-Stellung mit der Bahn zu transportieren. Die schweren Züge schleuderten auf der Strecke und an einigen Stellen konnten nur 10 km/h gefahren werden. Die Brücke über Varde Å musste verstärkt werden. Dampflokomotiven mussten sowohl von den Danske Statsbaner als auch von anderen Privatbahnen gemietet werden.
1941 wurde aus militärischen Gründen der 12 Kilometer lange Anschluss von Nørre Nebel nach Nymindegab hergestellt, um ein Lager zu bedienen.
Die deutschen Aktivitäten auf der Strecke zogen dänische Saboteure an, die von 1943 bis zum Ende des Krieges Strecken, Brücken, Lokbehandlungsanlagen und Lokomotiven in großem Stil angriffen. Am 27. August 1943 erfolgte ein Anschlag auf die Lokomotiven DSB J 8 und VNJ 8 im Lokschuppen in Varde Vest und am 5. September 1944 wurde ein Zug, der Arbeiter nach Nymindegab transportierte, auf dem Damm von Hyllerslev angegriffen. Zwei Meter des rechten Gleises wurden weggesprengt und die DSB G-Maschine sowie die drei DSB-Wagen CT 3109, CT 3119 und CT 3122 entgleisten. Es gab keine Verletzten und der Betrieb konnte vier Tage später wieder aufgenommen werden. Bis zur Kapitulation folgte eine große Anzahl von Sprengungen im Gleisbett.

## Gewinn und Verlust
Bis 1930 wurde mit dem Bahnbetrieb Gewinn erwirtschaftet, während er ab der 1930er Jahre jedes Jahr ein leichtes Defizit aufwies. Der Zweite Weltkrieg brachte enorme Einnahmen und ab 1952 wurde wiederum mit Verlust gearbeitet.
Der Zweite Weltkrieg wurde zu einer großen Herausforderung für die Gesellschaft, weil das Verkehrsaufkommen immens anstieg. 1938/39 nutzten die Bahnstrecke jährlich 91.000 Reisende. Diese Zahl stieg 1944/45 auf 776.000. Der Güterverkehr nahm im gleichen Zeitraum von 19.000 Tonnen auf 245.000 Tonnen zu. Grund waren die intensiven Bauarbeiten am Atlantikwall an der Westküste, für den Material und Besatzung benötigt wurde.

## Nach dem Zweiten Weltkrieg
Am Ende des Krieges waren sowohl die Gleise als auch die Fahrzeuge völlig abgenutzt. Im Juni 1945 wurde nur Dienstag, Donnerstag und Samstag gefahren, im Herbst 1945 waren jedoch an Wochentagen jeweils fünf Zugpaare unterwegs.
1948 konnten zwei neu gekaufte Schienenbusse von Scandia eingesetzt werden, wodurch die Fahrzeit erheblich verkürzt und die Anzahl der Zugpaare auf sechs erhöht werden konnte. Das Defizit wuchs von Jahr zu Jahr. Als Einsparungsmaßnahme wurde 1952 beschlossen, mit Varde-Grindsted Jernbanen den Betrieb gemeinsam durchzuführen. Das Militär war nach dem Krieg der größte Kunde von VNJ und 1956 beförderte VNJ 180 Spezialzüge mit militärischen Transporten. In den 1960er Jahren wurde der Wettbewerb der PKW spürbar, die Zahl der Fahrgäste sank von Jahr zu Jahr, obwohl 1963 täglich sieben Zugpaare fuhren. Die Strecke war erneut verschlissen und die in Dänemark gebauten Schienenbusse wurden 1973 durch vier neuere schwedische Schienenbusse ersetzt.
Die Eisenbahngesellschaft Varde-Nørre Jernbane änderte ihren Namen am 10. Mai 1977 in Vestbanen A/S. Dieser Name ist jedoch nicht eindeutig, da er von den Dänischen Staatsbahnen (DSB) für die Bahnstrecke Kopenhagen–Korsør verwendet wird. Im folgenden Jahr wurde ein neues Anschlussgleis zum Schießgelände in Oksbøl gebaut.
Als die schwedischen Schienenbusse in den frühen 1980er Jahren nicht mehr befriedigen konnten, kaufte Vestbanen – wie viele andere Privatbahnen des Landes – den Y-tog der Waggonfabrik Uerdingen. Diese wurden 2012 nach Peru verkauft.
Von 1985 bis 1989 wurde die gesamte Strecke mit Schienen mit einem Metergewicht von 37 kg erneuert. Die Streitkräfte blieben ein großer Kunde bei Vestbanen und 1993 wurden Truppen mit Panzern aus Oksbøl nach Bosnien geschickt.
1997 übernahm die Gesellschaft den Güterverkehr zwischen Varde und Esbjerg von den DSB im Rahmen der Liberalisierung des dänischen Schienennetzes. 2001 wurden von DSB zwei MY-Lokomotiven mit ATC erworben und erhielt Anfragen hinsichtlich der Anmietung sowohl von Maschinen als auch von Triebfahrzeugführern. Zu den Großprojekten zählten ein Vollzugwagen mit Aluminium von Grenå nach Tønder sowie die Beförderung von Güterwagen nach Grindsted, der im Mai 2012 mit der Betriebseinstellung der Strecke endete. 2004 wurden die beiden Großdiesellokomotiven wieder verkauft.

## Betrieb durch Arriva/GoCollective
Am 1. Juni 2002 übernahm Arriva Danmark den Betrieb für Vestbanen A/S. Die Infrastruktur und Ausrüstung als eigenständige Gesellschaft, die jedoch von Sydtrafik verwaltet wird, wurde beibehalten. 2012 erwarb Vestbanen zwei neue Lint 41-Triebwagen, die zur Arriva-Flotte passen und die Betriebsnummern AR 2052 und AR 2053 erhielten.
Am 1. Juli 2012 wurde eine Zusammenarbeit mit dem Staat für den Abschnitt Varde–Esbjerg vereinbart, nach der die meisten Züge von Vestbanen nach Esbjerg verkehren.
2024 wurde Arriva Danmark an GoCollective verkauft, die den Betrieb übernahm.